# Dragons Salento
I Dragons Salento sono una squadra di football americano di Lecce. Sono stati fondati nel 2001 come Dragons Brindisi, nello stesso anno partecipano al campionato Fivemen NCC-FIAF; l'anno seguente partecipano all'Arena League, campionato di primo livello della FIDAF (all'epoca non ancora federazione ufficialmente riconosciuta dal CONI). Nel 2006 diventano Dragons San Vito. In seguito alla fusione con gli Spiders Salento nel 2007 spostano la sede da Brindisi a Lecce e prendono la denominazione Dragons Salento.

## Dettaglio stagioni

### Tornei nazionali

#### Campionato

##### Arena League
Questo torneo svolto durante un periodo di scissione federale - pur essendo del massimo livello della propria federazione - non è considerato ufficiale.
| Stagione | regular season | regular season | regular season | regular season | regular season | regular season | playoff | playoff | playoff | playoff | playoff | playoff   | playoff    |
|          | Vin            | Par            | Per            | Tot            | PF             | PS             | Vin     | Per     | Tot     | PF      | PS      | risultato | avversaria |
| -------- | -------------- | -------------- | -------------- | -------------- | -------------- | -------------- | ------- | ------- | ------- | ------- | ------- | --------- | ---------- |
| 2002     | 2              | 0              | 4              | 6              | 50             | 100            | -       | -       | -       | -       | -       | -         | -          |
| Totale   | 0              | 0              | 4              | 4              | 26             | 127            | -       | -       | -       | -       | -       |           |            |

Fonte: Enciclopedia del Football - A cura di Roberto Mezzetti

##### Fivemen/Serie B (terzo livello)/Nine League/Arena League/CIF9/Terza divisione
| Stagione | regular season | regular season | regular season | regular season | regular season | regular season | playoff | playoff | playoff | playoff | playoff | playoff              | playoff            |
|          | Vin            | Par            | Per            | Tot            | PF             | PS             | Vin     | Per     | Tot     | PF      | PS      | risultato            | avversaria         |
| -------- | -------------- | -------------- | -------------- | -------------- | -------------- | -------------- | ------- | ------- | ------- | ------- | ------- | -------------------- | ------------------ |
| 2001     | ?              | ?              | ?              | ?              | ?              | ?              | 1+?     | 0+?     | 1+?     | 48+?    | 26+?    | Campioni             | Neptunes Bologna   |
| 2007     | 0              | 0              | 2              | 2              | 19             | 55             | -       | -       | -       | -       | -       | -                    | -                  |
| 2008     | 4              | 0              | 0              | 4              | 158            | 0              | 0       | 1       | 1       | 0       | 40      | Arena Bowl           | Giganti Bolzano    |
| 2009     | 0              | 0              | 5              | 5              | 28             | 198            | -       | -       | -       | -       | -       | -                    | -                  |
| 2010     | 3              | 0              | 3              | 6              | 112            | 126            | 0       | 1       | 1       | 9       | 42      | Ottavi di finale     | Eagles Salerno     |
| 2011     | 4              | 0              | 2              | 6              | 139            | 62             | 0       | 1       | 1       | 0       | 48      | Ottavi di finale     | Crusaders Cagliari |
| 2012     | 3              | 0              | 3              | 6              | 174            | 154            | 0       | 1       | 1       | 7       | 21      | Sedicesimi di finale | Achei Crotone      |
| 2013     | 2              | 0              | 4              | 6              | 58             | 85             | -       | -       | -       | -       | -       | -                    | -                  |
| 2014     | 2              | 0              | 4              | 6              | 50             | 103            | -       | -       | -       | -       | -       | -                    | -                  |
| Totale   | 21+?           | 1+?            | 10+?           | 32+?           | 532+?          | 252+?          | 2+?     | 2+?     | 4+?     | 89+?    | 78+?    |                      |                    |

Fonte: Enciclopedia del Football - A cura di Roberto Mezzetti

##### Serie C (quarto livello)
| Stagione | regular season | regular season | regular season | regular season | regular season | regular season | playoff | playoff | playoff | playoff | playoff | playoff    | playoff        |
|          | Vin            | Par            | Per            | Tot            | PF             | PS             | Vin     | Per     | Tot     | PF      | PS      | risultato  | avversaria     |
| -------- | -------------- | -------------- | -------------- | -------------- | -------------- | -------------- | ------- | ------- | ------- | ------- | ------- | ---------- | -------------- |
| 2006     | 3              | 0              | 1              | 4              | 86             | 52             | 0       | 1       | 1       | 12      | 35      | Semifinale | Eagles Salerno |
| Totale   | 3              | 0              | 1              | 4              | 86             | 52             | 0       | 1       | 1       | 12      | 35      |            |                |

Fonte: Enciclopedia del Football - A cura di Roberto Mezzetti

### Riepilogo fasi finali disputate
| Anno           | Luogo               | Evento       | Fase del torneo      | Incontro                             | Risultato |
| 2001           | Lanciano            | Fivemen Bowl | Finale               | Dragons Brindisi - Neptunes Bologna  | 48 - 26   |
| 2006           | ?                   | C Bowl       | Semifinale           | Eagles Salerno - Dragons San Vito    | 35 - 12   |
| 14 giugno 2008 | Bolzano             | Arena Bowl   | Finale               | Giganti Bolzano - Dragons Salento    | 40 - 0    |
| 2010           | Pontecagnano Faiano | Ninebowl     | Ottavi di finale     | Eagles Salerno - Dragons Salento     | 42 - 9    |
| 29 maggio 2011 | Monserrato          | Ninebowl     | Ottavi di finale     | Crusaders Cagliari - Dragons Salento | 48 - 0    |
| 2012           | Crotone             | Ninebowl     | Sedicesimi di finale | Achei Crotone - Dragons Salento      | 21 - 7    |

### Le Vibrie
A partire dal 2013 i Dragons hanno attivato una sezione femminile, le Vibrie Salento, che hanno partecipato per la prima volta al campionato nel 2015.

#### Dettaglio stagioni

##### Campionato

###### Campionato CIFAF
| Stagione | regular season | regular season | regular season | regular season | regular season | regular season | playoff | playoff | playoff | playoff | playoff | playoff   | playoff          |
|          | Vin            | Par            | Per            | Tot            | PF             | PS             | Vin     | Per     | Tot     | PF      | PS      | risultato | avversaria       |
| -------- | -------------- | -------------- | -------------- | -------------- | -------------- | -------------- | ------- | ------- | ------- | ------- | ------- | --------- | ---------------- |
| 2015     | 1              | 0              | 2              | 3              | 38             | 69             | 0       | 1       | 1       | 0       | 32      | Wild Card | Neptunes Bologna |
| Totale   | 1              | 0              | 2              | 3              | 38             | 69             | 0       | 1       | 1       | 0       | 32      |           |                  |

Fonte: Enciclopedia del Football - A cura di Roberto Mezzetti

## Gli Spiders Salento
Nel 2006 vengono fondati a Lecce gli Spiders Salento. La squadra partecipa ad un campionato di serie C (raggiungendo i playoff, dove viene eliminata in semifinale dai Trucks Bari), dopo di che si fonde con i Dragons. Riaprono nel 2019.

### Dettaglio stagioni

#### Tornei nazionali

##### Campionato

###### Serie C
| Stagione | regular season | regular season | regular season | regular season | regular season | regular season | playoff | playoff | playoff | playoff | playoff | playoff    | playoff     |
|          | Vin            | Par            | Per            | Tot            | PF             | PS             | Vin     | Per     | Tot     | PF      | PS      | risultato  | avversaria  |
| -------- | -------------- | -------------- | -------------- | -------------- | -------------- | -------------- | ------- | ------- | ------- | ------- | ------- | ---------- | ----------- |
| 2006     | 1              | 0              | 3              | 4              | 33             | 132            | 0       | 1       | 1       | 0       | 48      | Semifinale | Trucks Bari |
| Totale   | 21             | 1              | 10             | 32             | 532            | 252            | 1       | 2       | 3       | 41      | 52      |            |             |

Fonte: Enciclopedia del Football - A cura di Roberto Mezzetti

###### CSI 7-League
| Stagione | regular season | regular season | regular season | regular season | regular season | regular season | playoff | playoff | playoff | playoff | playoff | playoff     | playoff                  |
|          | Vin            | Par            | Per            | Tot            | PF             | PS             | Vin     | Per     | Tot     | PF      | PS      | risultato   | avversaria               |
| -------- | -------------- | -------------- | -------------- | -------------- | -------------- | -------------- | ------- | ------- | ------- | ------- | ------- | ----------- | ------------------------ |
| 2019     | 4              | 0              | 0              | 4              | 115            | 64             | 1       | 1       | 2       | 62      | 92      | Finale      | Vikings Cavallermaggiore |
| 2021     | 3              | 0              | 1              | 4              | 154            | 72             | 1       | 1       | 2       | 54      | 39      | Terzo posto | Cocai Terraferma         |
| Totale   | 7              | 0              | 1              | 8              | 269            | 136            | 2       | 2       | 4       | 116     | 131     |             |                          |

Fonte: Enciclopedia del Football - A cura di Roberto Mezzetti

#### Riepilogo fasi finali disputate
| Anno            | Luogo   | Evento       | Fase del torneo      | Incontro                                   | Risultato |
| 2006            | ?       | C Bowl       | Semifinale           | Trucks Bari - Spiders Salento              | 48 - 0    |
| 26 gennaio 2020 | Firenze | CSI 7-League | Finale               | Vikings Cavallermaggiore - Spiders Salento | 72 - 18   |
| 30 gennaio 2022 | Firenze | CSI 7-League | Finale 3º - 4º posto | Spiders Salento - Cocai Terraferma         | 42 - 21   |